# Ödlemannen i Scape Ore Swamp
Ödlemannen i Scape Ore Swamp (även känd som Ödlemannen i Lee County) är en människoliknande kryptid som sägs bo i träskmarkerna i och omkring Lee County, South Carolina, USA.

## Beskrivning
Ödlemannen beskrivs som ungefär 2 meter lång, tvåfotad och välbyggd, med grön fjällig hud och glödande röda ögon. Enligt rykten har den tre tår på varje fot och tre fingrar med långa, svarta, vassa klor på varje hand.

## Davis iakttagelse
Christopher Davis, en 17-åring bosatt i området, gjorde den första iakttagelsen av varelsen 1988-06-29. Davis hävdar att han mötte varelsen då han körde hem från arbetet klockan två på natten. Enligt sin redogörelse stannade Davis vid en väg på gränsen till Scape Ore Swamp i syfte att byta ett punkterat däck. Han rapporterade att när han nästan var klar hörde han ett bultande oljud bakom sig, vände sig om och fick då se varelsen komma springande mot honom. Uppgifter påstår att varelsen försökte få tag i bilen och sedan hoppade upp på dess tak medan Davis försökte fly. Den klamrade sig fast på taket då Davis svängde bilen från sida till sida i ett försök att få varelsen att tappa greppet. När Davis hade kommit hem upptäckte man att bilens sidofönster var illa tilltygat, och det fanns rispor på bilens tak. Förutom detta existerade det inga andra fysiska bevis.
Det gjordes ytterligare åtskilliga iakttagelser av en stor ödleliknande varelse månaden efter Davis iakttagelse, och det hittades sällsynta repor och bitmärken på bilar parkerade nära träsket. De flesta av dessa sägs ha förekommit inom en radie av cirka 5 kilometer kring träskmarkerna i Bishopsville.
Den lokala polisen reagerade vid tidpunkten för rapporterna av Ödlemannen med en blandning av oro och tvivel. De förklarade att tillräckligt många iakttagelser hade gjorts av, för dem, uppenbart pålitliga personer för att tro att det var något påtagligt människor såg, men samtidigt trodde de att det var mer troligt att det Ödlemannen egentligen var en björn.
Sheriffens avdelning gjorde två veckor efter Davis iakttagelse ett flertal gipsavtryck av vad som såg ut att vara trefotade fotavtryck och de mätte ungefär 35 centimeter i längd. Då biologer meddelat dem att fotavtrycken var oklassificerbara valde sheriffens avdelning att inte skicka de till FBI för vidare analys. Enligt John Evans, talesman vid South Carolinas departement för marina resurser, stämde fotavtrycken inte överens med något dokumenterat djur. Evans avfärdade även möjligheten att de kunde ha gjorts av en muterad varelse.
Iakttagelserna lockade till sig turister vilka gärna ville få en skymt av varelsen och jägare som var intresserade av att fånga den. Den närbelägna radiostationen WCOS erbjöd 1 miljon dollar i belöning till den som kunde fånga varelsen levande. Människor som sade att de sett Ödlemannen började dock minska i antal i slutet av sommaren med den sista trovärdiga iakttagelsen för året i juli.
Kenneth Orr, en flygare vid Shaw Air Force Base, lämnade den 5 augusti i en redogörelse till polisen i vilken han hävdade att han stött på Ödlemannen på highway 15 och att han hade skjutit och skadat den. Han presenterade flera exemplar av fjäll och en liten andel blod som bevis. Orr tog två dagar senare tillbaka sin berättelse när han ställdes inför rätta för olaga vapeninnehav samt för förseelsen att ha lämnat in en falsk polisrapport. Orr menade att hade hittat på iakttagelsen för att hålla berättelserna om Ödlemannen vid liv.

## Samtida händelser
Ödlemannen "återkom" i juli 2005 då South Carolinas penninglotteri använde honom i sin tv-reklam.
En kvinna i Newberry, South Carolina, rapporterade i oktober 2005 till polisen att hon hade sett två varelser utanför sitt hem vilka liknade Ödlemannen.